# Champ-le-Duc
Champ-le-Duc is een gemeente in het Franse departement Vosges (regio Grand Est) en telt 562 inwoners (2005). De plaats maakt deel uit van het arrondissement Épinal.

## Geografie
De oppervlakte van Champ-le-Duc bedraagt 3,9 km², de bevolkingsdichtheid is 144,1 inwoners per km².
De onderstaande kaart toont de ligging van Champ-le-Duc met de belangrijkste infrastructuur en aangrenzende gemeenten.

## Demografie
Onderstaande figuur toont het verloop van het inwonertal (bron: INSEE-tellingen).